# Vörösbegy (film)
A Vörösbegy Moly Tamás azonos című regénye alapján készült, 1921-ben bemutatott magyar némafilm, rendezte Gaál Béla. A filmből csak 22 képkocka maradt fenn.

## Cselekménye
Vörösbegy, a szellemességérői és ügyességéről hírhedt szélhámos kíséretével Budapestre érkezik. Megtudja, hogy mikor van az Országos Bank pénztárfizetési napja, megszerzi a bank tervrajzát és a kérdéses időben megjelenik a helyszínen vörös hajjal, hibás (üveg) félszemmel, púposan. Ugyanitt találkozik Dobonthy rendőrfőnök leánya, Erzsike Dér Pista színésszel, aki egy csekket akar beváltani. Miután magára hagyta Erzsikét, a lány hirtelen felsikolt és egy öregúr karjaiba roskad. Mialatt a jelenlevők Erzsikével foglalkoznak, az egyik pénztártól valamilyen gnóm alak elemel egy nagyobb összeget.
Nagy kavarodás támad, de mire lezárják a bank kapuit, Vörösbegy már eltűnt a zsákmánnyal. Megérkezik a rendőrség, közöttük Híres János mesterdetektív, aki mindenkire, még a rendőrfőnökre is gyanakszik. Erzsikének közben megtetszik Vörösbegy. A detektív mulatságos kalandok során üldözi a kalandort, de ő mindig kivágja magát. Amikor végül le akarják tartóztatni, újból kivágja magát: Bill Rops angol magándetektívnek mondja magát, aki szintén Vörösbegy után nyomoz. Igazolja magát, leveszi vörös parókáját, hibás félszemét. Nagy az elképedés, és így már semmi akadálya, hogy Vörösbegy – vagy Bili Rops? – megkapja a rendőrfőnök lányát és magával vigye mint feleségét.

## Szereplők
- Csortos Gyula – Vörösbegy
- Fenyő Emil
- Boyda Juci
- id. Latabár Árpád – Dobonthy rendőrfőnök
- Lóth Ila – Erzsike, Dobonthy lánya
- Bartos Gyula – Híres János detektív
- Tompa Béla – Dér Pista
- Szarvasi Soma
- Margittay Gyula
- Szirmai Imre
- Gaál Annie
- Posner Magda
- Torday Ottó
- Vándory Gusztáv
- Igalits Sandy